# Eulonchopria psaenythioides
Eulonchopria psaenythioides is een vliesvleugelig insect uit de familie Colletidae. De wetenschappelijke naam van de soort is voor het eerst geldig gepubliceerd in 1909 door Brèthes.